# روبرت كاسكي
روبرت إيرل كاسكي (1 يونيو 1921 – 8 أغسطس 1989) كان أستاذًا أمريكيًا في الأدب الوسيط. أمضى معظم مسيرته الأكاديمية في جامعة كورنيل بمدينة إيثاكا في نيويورك، حيث شغل منصب أستاذ مؤسسة أفالون في العلوم الإنسانية، وأسّس واحدًا من أبرز برامج الدراسات العليا في الدراسات الوسيطية بأمريكا الشمالية. تناولت أبحاثه المنشورة تفسيرات معمقة لملحمة «بيوولف»، إلى جانب دراسات حول قصائد ومقاطع من أعمال دانتي وتشوسر، وكانت إسهاماته غالبًا في طليعة الأبحاث المتخصصة في هذا المجال. أولى اهتمامًا خاصًا بحل المعضلات النصية، وكتب مقالات تحليلية حول المقاطع الإشكالية في نصوص مثل «بيرل»، و«بيرز بلومان»، و«الكوميديا الإلهية»، و«رسالة الزوج»، و«النزول إلى الجحيم»، و«بيوولف».
وُلد كاسكي في سينسيناتي، وكان طالبًا متفوقًا خلال دراسته الثانوية، حيث حصل على درجات متميزة. التحق بجامعة كزافييه لدراسة الفنون الحرة، وشارك في مجموعة من المنظمات الأدبية الطلابية. انضم إلى فيلق تدريب ضباط الاحتياط لمدة أربع سنوات، وحصل على ترقية إلى رتبة ملازم ثانٍ قبل تخرجه عام 1942. قضى معظم السنوات الأربع التالية في خدمة الجيش بجنوب المحيط الهادئ خلال الحرب العالمية الثانية. أثناء وجوده هناك، قرأ قصة تصوّر حوارًا امتد من الغسق حتى الفجر بين أستاذين جامعيين، فتأثر بفكرة هذه النقاشات الفكرية وقرر السعي إلى حياة أكاديمية. التحق ببرنامج الأدب الإنجليزي في جامعة نورث كارولاينا في تشابل هيل مستفيدًا من قانون الجنود الأمريكيين، ونال درجة الماجستير عام 1947، ثم الدكتوراه عام 1950.
بين عامي 1950 و1963، شغل كاسكي مناصب أكاديمية في جامعة واشنطن في سانت لويس، وجامعة ولاية بنسلفانيا، وجامعة نورث كارولاينا، وجامعة إلينوي في إربانا-شامبين، حيث ترقّى من محاضر إلى أستاذ كامل خلال تلك الفترة. وصف مغادرته لجامعة نورث كارولاينا بأنها اللحظة التي «نشر فيها نفسه خارج الجنة». في عام 1963، عُيّن أستاذًا زائرًا في جامعة كورنيل، ثم حصل على تعيين دائم هناك عام 1964، وظل في الجامعة حتى نهاية حياته.
كان كاسكي أستاذًا محبوبًا، وتميز بحضور قوي وشخصية وديّة ومرحة. نُسب إليه، إلى جانب برنامج الدراسات الوسيطية الذي أسسه، الفضل في تشكيل الأساس الأكاديمي للجيل التالي من الباحثين في هذا المجال، وفقًا لآراء زملائه. امتد تأثيره التحريري إلى أعمال العديد من الباحثين، سواء من بين طلابه السابقين أو من الذين قدموا أبحاثهم إلى مجلة Traditio، التي أشرف على تحريرها. خلال مسيرته الأكاديمية، حصل على العديد من الجوائز والتكريمات التي وصفها أحد طلابه السابقين بأنها «معظم الجوائز الممكنة لباحث في الدراسات الوسيطية»، وشملت زمالات من الصندوق الوطني للعلوم الإنسانية ومجلس الجمعيات العلمية الأمريكي، بالإضافة إلى زمالتين من مؤسسة غوغنهايم.

## نشأته وتعليمه
وُلد روبرت كاسكي، المعروف بلقب «بوب»، في 1 يونيو 1921 في سينسيناتي، أوهايو. كان والده، هيرمان سي. كاسكي، موظفًا في خدمة البريد الأمريكية، ووالدته آن روز كاسكي (لاَك). التحق بمدرسة سانت مارتن الكاثوليكية الابتدائية، ثم واصل تعليمه في مدرسة إلدر هاي، وهي مدرسة إعدادية للبنين، حيث تفوق أكاديميًا وحصل على درجات ممتازة في جميع المواد طوال أربع سنوات من دراسة الإنجليزية واللاتينية والدين، ولم يتغيب عن المدرسة سوى ليوم واحد فقط. خلال دراسته هناك، عمل في صحيفة المدرسة السنوية، وشارك في تحرير كتابها السنوي، وفاز بمسابقة المدرسة في اللغة اللاتينية، كما كان لاعبًا في فريق البيسبول. تخرج عام 1938 من قسم اللغة الإنجليزية الحديثة، وفي الكتاب السنوي، الذي احتوى على توقعات وظيفية فكاهية للخريجين مثل «صياد كلاب» و«صانع معجنات»، برز كاسكي باستثناء لافت: «روبرت كاسكي، محرر».
بعد تخرجه من المدرسة الثانوية، التحق كاسكي بجامعة كزافييه حيث درس الفنون الحرة. كان عضوًا في نادي هايدلبرغ طوال أربع سنوات، وهو نادٍ يهدف إلى «تعزيز الاهتمام باللغة والثقافة والتاريخ والتقاليد الخاصة بالشعوب الجرمانية».
في سنته الثانية، بدأ كاسكي العمل في صحيفة جامعة كزافييه، حيث استمر لمدة ثلاث سنوات ككاتب عمود. كتب عمودًا بعنوان «Quid Ergo?»، وهو تعبير لاتيني مأخوذ من سينيكا يعني «وماذا بعد؟». وصف كاسكي موضوعات عموده بأنها «تناولت الأدب، والسياسة، والفلسفة، والاقتصاد، والتاريخ، وشؤون الجامعة، إلى جانب جرعة وفيرة من الكوميديا الهزلية»، مشيرًا إلى أنها كانت بمثابة «طالب يخبر العالم بما هو الخطأ فيه».
في ذلك العام، انضم كاسكي إلى الأثينيوم وحانة ميرميد، وهما على التوالي صحيفة أدبية لطلاب المرحلة الجامعية ونادٍ أدبي. خلال سنته الأخيرة، تولى رئاسة تحرير الصحيفة الأدبية، كما شغل منصب «المضيف» في النادي الأدبي. ظل يتحدث بحنين عن حانة ميرميد في سنواته اللاحقة، حيث كان الطلاب يعرضون أعمالهم الأدبية ويناقشون إبداعات الكُتّاب الكبار.
في سنته الثالثة، التي شهدت انضمامه إلى جمعية الشرف الأكاديمية اليسوعية ألفا سيغما نو، التحق كاسكي أيضًا بجمعية ماسك المسرحية. أدى دور بيتر دولان في إنتاج مدرسي لمسرحية معجزة الأب مالاشي خلال ذلك العام، وشارك في مسرحية أخرى بعنوان الهمس في الظلام خلال سنته الأخيرة. بين هذين العامين، أمضى معظم الصيف في كتابة سيناريوهات إذاعية.
في سنته الأخيرة، شارك كاسكي في تأسيس نادي الفلسفة، وهو جمعية تجمع الطلاب المهتمين بالبحث الفلسفي. انضم أيضًا إلى التقليديين، وهو نادٍ أدبي كرّس اجتماعاته في ذلك العام لقراءة الجحيم لدانتي. كما حقق المركز السادس أو السابع في مسابقة كتابية بين الكليات. تخرج بمرتبة الشرف العليا (Magna Cum Laude) وحصل على درجة البكالوريوس في الفنون في 3 يونيو 1942.

### الحرب العالمية الثانية
التحق كاسكي بفيلق تدريب ضباط الاحتياط خلال فصله الدراسي الأول في جامعة كزافييه، واستُدعي للخدمة الفعلية قبل تخرجه. رُقِّي إلى رتبة ملازم ثانٍ في سلاح المدفعية الميدانية بالجيش في 25 مايو 1942، وتلقى أمرًا بالتوجه إلى حصن توماس لإجراء الفحص الطبي وتحديد مهمته، مع منحه إجازة تتزامن مع حفل تخرجه في يونيو.
خلال الحفل، وجّه رئيس الأساقفة جون تي. ماكنيكولاس حديثه إلى كاسكي ورفاقه الأربعة والعشرين من الخريجين، قائلًا: «أؤكد للملازمين الثانويين في هذه الدفعة المتخرجة أن أبرشية سينسيناتي تفخر بهم. يسعدها أن ترى جامعة كزافييه لا تقتصر على تعليم الوطنية نظريًا، بل تسهم فعليًا في خدمة الوطن خلال أخطر أزمة في تاريخه».
خدم كاسكي قائدًا لفصيل ثم قائدًا لسرية في الكتيبة 819 لتدمير الدبابات، متنقلًا بين موانئ في الولايات المتحدة وهاواي، بما في ذلك شاطئ الرمال السوداء، إضافة إلى جزر بالاو، حيث شارك في العمليات على بيليليو وأنغاور، وجزر ماريانا، ومنها غوام وسايبان.
خلال إجازته في أواخر عام 1943، أثناء تمركزه في فورت هود، شارك كاسكي كإشبين في حفل زفاف أقيم في كليبرن، تكساس. وبعد أسبوع، حصل على رخصة زواجه، ثم عقد قرانه في يناير. كانت زوجته ميلدريد ماي راينرمان، محاسبة في الحادية والعشرين من عمرها. إلا أن الإجازة لم تدم طويلًا، ففي مارس 1944، أبحرت كتيبته من كاليفورنيا على متن السفينة «USS General G. O. Squier» متجهة إلى هاواي.
بحلول عام 1945، كان كاسكي في بيليليو، حيث تولت الكتيبة 819 مهمة تعقب الجنود اليابانيين المتبقين، والدفاع عن المدرج الجوي، وقصف الجزر التي ظلت تحت السيطرة اليابانية. أنهى خدمته العسكرية في 1 يونيو 1946، بعدما رُقِّي إلى رتبة ملازم أول.